# Nancy Drew: The Haunted Carousel
The Haunted Carousel es la octava entrega de la serie de juegos de aventuras point-and-click Nancy Drew de Her Interactive. El juego está disponible para jugar en plataformas Microsoft Windows. Tiene una clasificación ESRB de E por momentos de violencia leve y peligro. Los jugadores asumen la perspectiva en primera persona de la detective aficionada ficticia Nancy Drew y deben resolver el misterio interrogando a los sospechosos, resolviendo acertijos y descubriendo pistas.
El juego fue lanzado en agosto de 2003. Tras su lanzamiento el juego recibió críticas favorables de parte de los críticos, elogiando sus gráficos y su trama. Durante 2003, el juego vendió más de 48.000 copias en los Estados Unidos.

## Trama
Paula Santos, la propietaria del parque de atracciones Captain's Cove en Nueva Jersey, ha pedido ayuda a Nancy porque han estado sucediendo cosas misteriosas en el parque. Primero, el caballo líder desapareció del carrusel. Después de eso el carrusel comenzó a ponerse en marcha misteriosamente en mitad de la noche. Luego la montaña rusa perdió repentinamente potencia, lo que provocó un grave accidente. El parque estará cerrado hasta que la ciudad sepa qué lo causó. Corre el rumor de que el parque está maldito. Drew debe determinar si los ponis pintados están buscando a su caballo líder perdido, o si hay otra explicación para los «paseos de medianoche».
Las decisiones equivocadas pueden provocar el final del juego. En volúmenes anteriores de la serie, estos finales generalmente involucraban la muerte de Drew; sin embargo, en The Haunted Carousel, una conclusión más frecuente es que Drew sea despedida por un accidente.

## Jugabilidad
Hay dos niveles de juego: un modo «Junior» y un modo de detective «Senior». Cada modo ofrece un nivel diferente de dificultad de rompecabezas y pistas, pero ninguno de estos cambios afecta la trama real del juego.

## Desarrollo
El juego está basado vagamente en un libro del mismo nombre, The Haunted Carousel (1983).

### Personajes
Adaptado del sitio oficial del juego.
- Nancy Drew - Nancy es una detective aficionada de 18 años de la ciudad ficticia de River Heights en Estados Unidos. Ella es el único personaje jugable en el juego, lo que significa que el jugador debe resolver el misterio desde su perspectiva.
- Elliot Chen - Elliott es el director de arte del parque y es responsable de todos los componentes visuales de Captain's Cove. Es un gran procrastinador y actualmente lleva varias semanas de retraso en sus proyectos. El cierre del parque podría ayudarle seriamente a ponerse al día. No tiene ninguna teoría sobre lo que está pasando en el parque.
- Harlan Bishop - Harlan es el guardia de seguridad recientemente contratado del parque y supervisa el sistema de seguridad de Captain's Cove. Es servicial, eficiente y bueno en su trabajo, pero muy evasivo sobre su pasado. Está ansioso por demostrarles a sus jefes que deberían conservarlo permanentemente. Él piensa que los misteriosos sucesos son solo una coincidencia y no cree en apariciones fantasmales.
- Ingrid Corey - Ingrid es la ingeniera jefe del parque y se encarga del mantenimiento de todas las atracciones de Captain's Cove, incluso las que funcionan mal. Ella es extremadamente inteligente, pero está sobrecargada de trabajo mientras el parque tiene poco personal durante el cierre. A ella le interesa la medicina holística y cree que el parque está maldito.
- Joy Trent - Joy es la contadora del parque y está a cargo de todos los registros financieros del parque. El padre de Joy solía ser copropietario de Captain's Cove hasta que Paula Santos lo compró cuando se declaró en quiebra. Joy es una persona nerviosa, triste y un poco solitaria que cree que el dueño del parque está detrás de la aparición como un truco publicitario.

### Elenco
- Nancy Drew - Lani Minella
- Joy Trent - Laurie Jerger
- Elliot Chen - Gary Hoffman
- Harlan Bishop / Anton Sukov / Recepcionista / Miles, la magnífica máquina de la memoria - Jonah von Spreekin
- Ingrid Corey - Kathleen Howe
- Paula Santos - Keri Healey
- Bess Marvin - Alisa Murray
- George Fayne - Maureen Nelson
- Frank Hardy - Joshua Silwa
- Joe Hardy - Rob Jones
- Detective KJ Perris / Tink Obermier - Fred Draeger
- Lance Huffington / Luis Guerra - Max Holechek[8]

## Recepción

### Crítica
Tras su estreno, The Haunted Carousel recibió críticas favorables de los críticos. En el sitio web agregador de reseñas Metacritic el juego tiene una puntuación de 85 de 100, lo que denota «críticas generalmente favorables». The Haunted Carousel sigue siendo el juego de Her Interactive con la recepción crítica más favorable según Metacritic. En una reseña para Just Adventure, el crítico Ray Ivey le otorgó al álbum una calificación de «A». Elogió los gráficos como «nítidos, limpios, coloridos y atractivos», lo consideró el «juego más ajustado hasta ahora en la serie» y elogió la brevedad del juego, observando que su brevedad está en consonancia con la de la serie de libros. Escribiendo para GameZone, la crítica Anise Hollingshead elogió el álbum por ofrecer un juego para adolescentes libre de «violencia gráfica y contenido sexual», y opinó que era particularmente apropiado para jugadores entre 12 y 16 años. Ella le otorgó a la jugabilidad una puntuación de 9 sobre 10, mientras que los gráficos y el sonido obtuvieron 8 sobre 10 cada uno, y el concepto 7 sobre 10.
Charles Herold del New York Times escribió que The Haunted Carousel «vuelve a la normalidad con acertijos inteligentes y una historia intrigante».

### Comercial
Según PC Data, The Haunted Carousel vendió 48.500 copias minoristas en América del Norte durante 2003.